# Chinandega (Nicarágua)

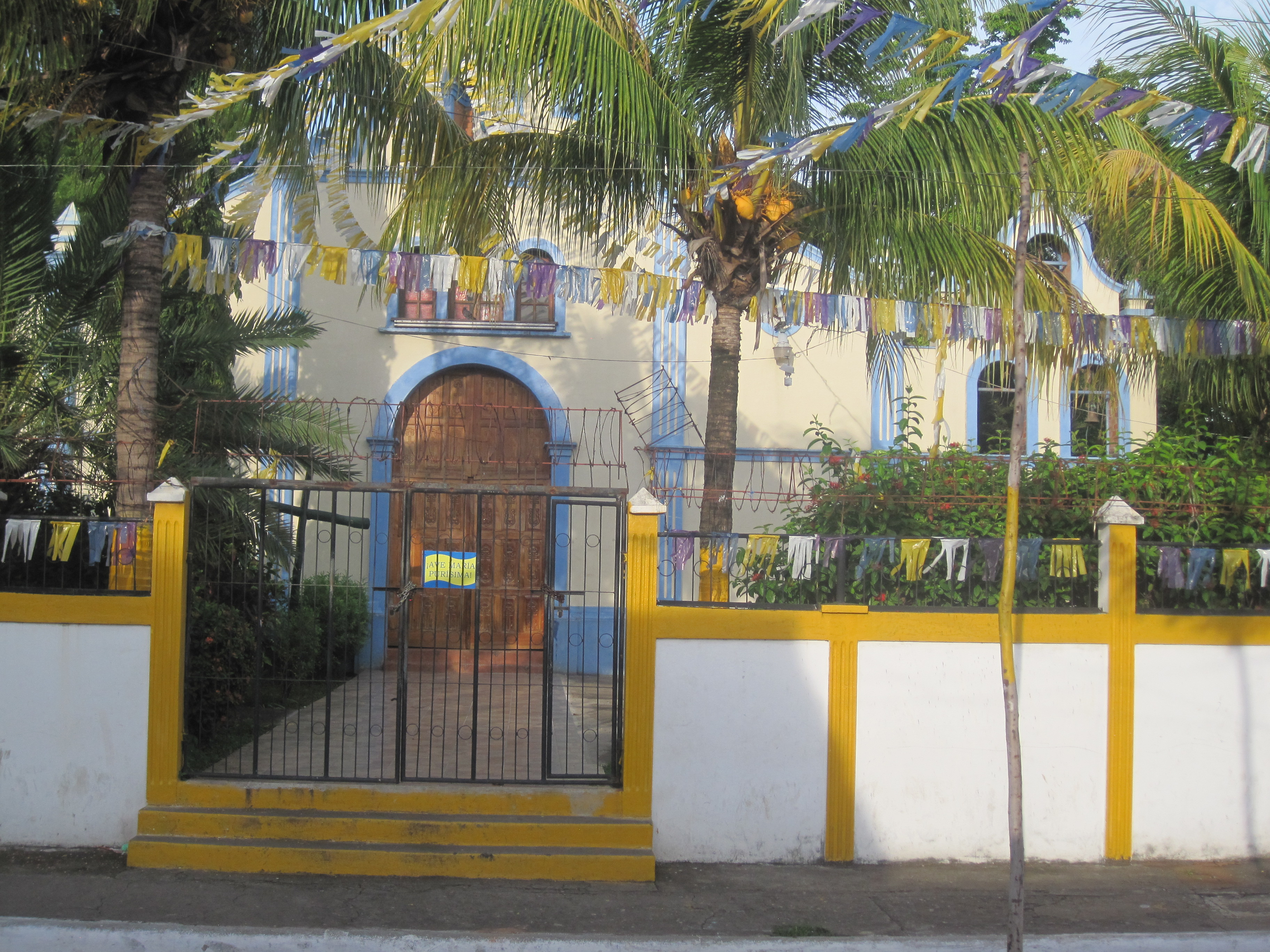
Igreja de Santo Agostinho

Mapa do departamento de Chinandega

Chinandega é uma cidade do departamento de Chinandega na Nicaragua. Sua população é de 133.700 habitantes (2004). A cidade se encontra a 134 km noroeste de Manágua e 72 km sudeste de El Guasaule, na fronteira com Honduras.